# Boulevard Longchamp
Pour les articles homonymes, voir Longchamp.
Le boulevard Longchamp est une voie  de Marseille.

## Situation et accès
Ce boulevard en ligne droite du 1er arrondissement de Marseille, prolonge le Cours Joseph-Thierry jusqu'à la place Henri-Dunant.
Le boulevard Longchamp est desservi depuis 2007 par la ligne de tramway   du réseau RTM.

## Origine du nom
La rue doit son nom au palais se situant sur son extrémité est : le palais Longchamp.

## Historique

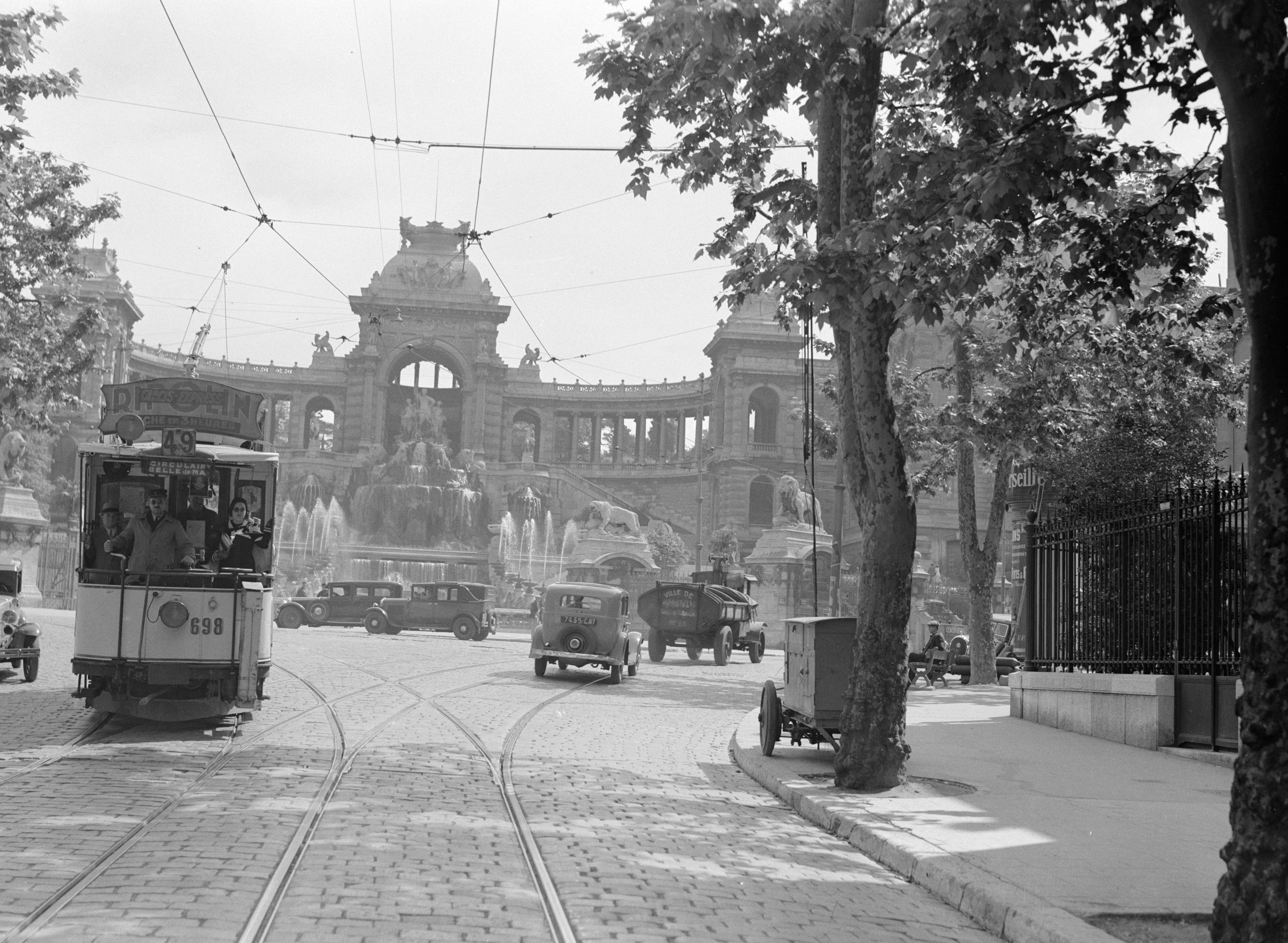
Le boulevard Longchamp en 1935

Le boulevard est classé à la voirie des rues de Marseille le 28 avril 1855.
Jusqu’en 2005, date de début des travaux du tramway, le boulevard fut un grand axe de circulation automobile à sens unique desservi par de nombreuses lignes de bus et de trolleybus l’empruntant en direction du centre-ville. Depuis, la rue est totalement délestée du trafic automobile laissant la place au nouveau tramway ouvert en 2007.

## Bâtiments remarquables et lieux de mémoire
- Au numéro 140 se trouve le musée Grobet-Labadié.